# Bibliografische Kopplung
Der Begriff bibliografische Kopplung stammt aus dem Fachgebiet der Bibliometrie und bezeichnet neben dem einfachen direkten Zitat (Zitation) und der Kozitation eine der drei Möglichkeiten des Zusammenhanges wissenschaftlicher Publikationen.
Eine bibliografische Kopplung zwischen zwei Publikationen besteht, wenn sie gemeinsam eine dritte, früher veröffentlichte Arbeit zitieren, also beide dieses Werk in ihrer Bibliografie anführen. Die Methode der bibliografischen Kopplung wurde 1963 von dem US-Amerikaner M. M. Kessler (1917–1997) vom Massachusetts Institute of Technology in die Bibliometrie eingeführt.
Im Gegensatz zur Kozitation, bei der auf Nahebeziehungen zwischen „älteren“ Veröffentlichungen geschlossen werden kann, werden mit Hilfe der bibliografischen Kopplung Beziehungen zwischen eben erst publizierten Arbeiten hergestellt.